# Мультатули, Валентин Михайлович
Валенти́н Миха́йлович Мультату́ли (15 августа 1929, Хабаровск — 3 мая 2017, Санкт-Петербург) — советский и российский филолог, литературовед, переводчик и театровед, специалист в области романской филологии. Кандидат искусствоведения, доцент.

## Биография
Окончил филологический факультет Ленинградского университета (1953), а также Ленинградский театральный институт, отделение режиссуры у Василия Макарьева.
Преподавал историю театра и риторики на историческом факультете Санкт-Петербургского университета и в Санкт-Петербургском университете культуры и искусств, доцент кафедры сценической речи и риторики. Лекции пользовались большой популярностью среди студентов-историков культуры СПбГУКИ.
Преподавал на кафедре режиссуры в ЛГИК им Крупской. Неоднократно набирал режиссёрские курсы, был мастером курса.
Автор популярной книги о Мольере для школьников, монографии «Расин в русской культуре», учебного пособия «Стиходействие: Действие в стихотворной драматургии».
Переводил с французского языка произведения Расина, «Федра», «Андромаха», Эдмона Ростана «Шантеклер» Альфреда де Мюссе и других.
Снялся в нескольких эпизодических ролях (в том числе, в фильме «Интервенция»).
Внук (по материнской линии) Ивана Харитонова, последнего повара императора Николая II, расстрелянного вместе с ним в 1918 году. Его отцом был кадровый военный Михаил Харитонович Мультатули. Сын — Пётр Валентинович Мультатули (род. в 1969 году) — историк, автор книг об императоре Николае II и статей на исторические темы.